# Канцеляризми
Канцеляри́зми — слова та сталі форми словосполучень, вживання яких характерне виключно для норм спілкування, прийнятих офіційно-діловим стилем мовлення. Канцеляризми — слова й мовленневі звороти, що позбавляють образності, емоційності та індивідуальності стилю, надають йому нейтрального, офіційного та шаблонного значення (наприклад: восени й узимку → «в осінньо-зимовий період», хвилюватися → «переживати стан занепокоєння», зголодніти → «відчувати потребу в харчуванні»).
До мовностильових ознак документів належать, в тому числі, вживання канцеляризмів, тобто усталених словосполучень, мовних штампів: вищезазначений, вищезгаданий, нижчепідписаний, сторони, доводити до відома, з метою, у зв'язку з тим що (через те що), з огляду на те що, відповідно до, згідно з, незважаючи на, взяти за основу, взяти до уваги, брати участь, прошу прийняти, прошу дозволити, цей факт засвідчує, повідомлення про одержання тощо.
Слово «канцеляризм» стосовно інших стилів мовлення набуває різко негативного забарвлення і звичайно асоціюється не з усією офіційно-діловою лексикою, а з найбільш характерними, свого роду найбільш «бездушними» й «сухими» словосполученнями — кліше, прийнятими в цьому стилі, на зразок: ліжко-місце, людино-година, отоварювання, вжити заходів, довести до відома тощо. 
Мовні штампи, канцеляризми, вжиті поза офіційно-діловим стилем, викликатимуть небажану реакцію співрозмовника. 
Найчастіше канцеляризми в тексті художніх творів використовуються з метою створення комічного враження у читачів і мовленнєвої характеристики дійових осіб.